# 愛岐トンネル (名鉄広見線)

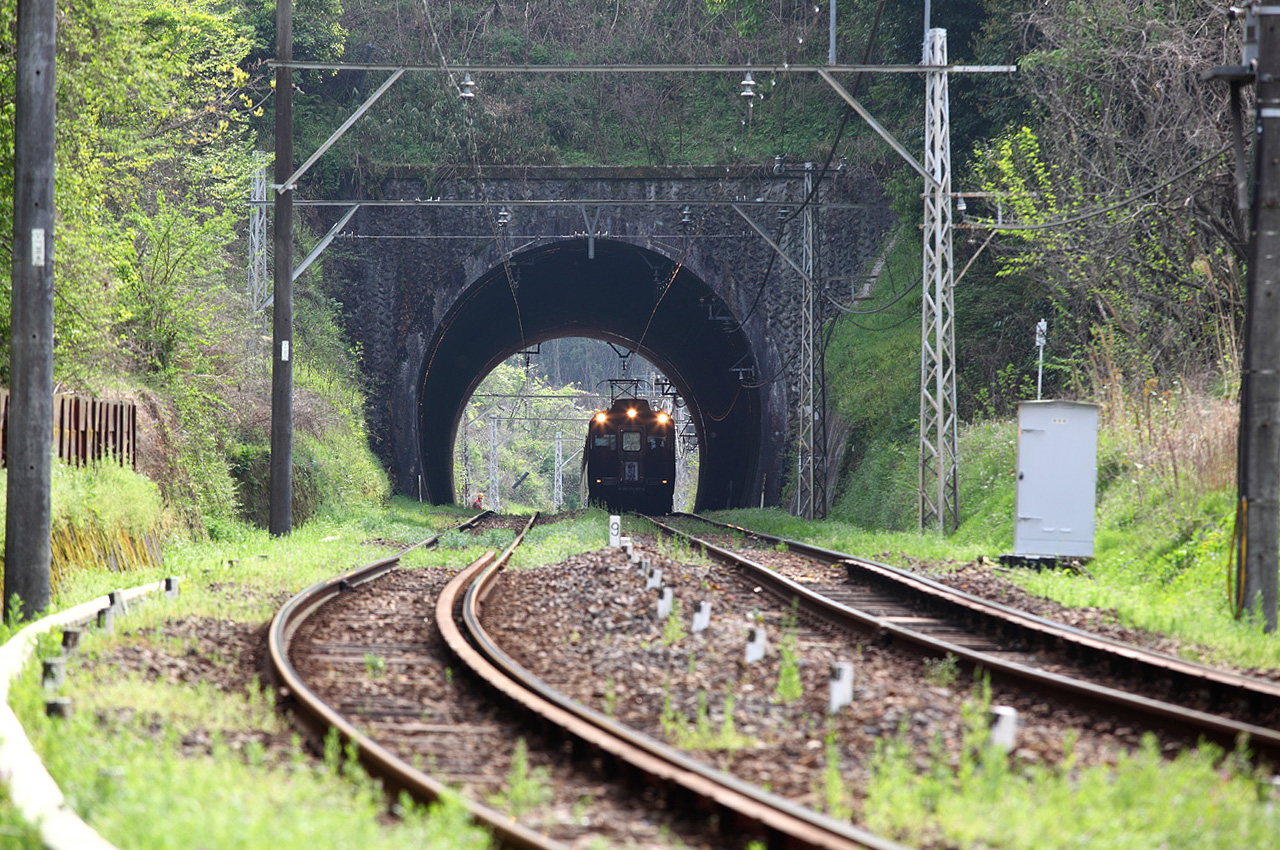
愛岐トンネル（西可児口）

愛岐トンネル（あいぎトンネル）は、名鉄広見線の善師野駅 - 西可児駅間にあるトンネルである。
愛知県犬山市と岐阜県可児市の間にあり、愛岐トンネルの名称は、愛知県と岐阜県の県境のトンネルであることに由来する。

## 概要
全長73.28m、複線のトンネルである。
1925年（大正14年）1月に竣工。
同年4月24日、名古屋鉄道（旧）の今渡線（1929年（昭和4年）に広見線に改称）犬山口駅 - 今渡駅（1969年（昭和44年）に日本ライン今渡駅に改称）間の開業とともに運用を開始。
複線に対応可能であったが、開業時は単線。
1969年（昭和44年）、善師野駅 - 春里信号場間の複線化により複線となる。

## その他
名古屋鉄道今渡線として開業時は、愛岐駅 - 帷子駅間のトンネルであったが、1969年（昭和44年）に愛岐駅、帷子駅、春里駅を統合し、西可児駅となっている。愛岐駅のみ犬山市であった。